# Fałszerze – powrót Sfory
Fałszerze – powrót Sfory – polski telewizyjny serial sensacyjny z 2006 roku o tematyce kryminalnej. Jego premiera odbyła się 15 marca 2007. Składa się z 14 odcinków, z których każdy trwa ok. 45 minut.
Jest to druga część serialu Wojciecha Wójcika, kontynuacja historii zapoczątkowanej cztery lata wcześniej, w serialu Sfora. Po ucieczce z więzienia mafijnego bossa Ryszarda Starewicza i Franco Bottiego w pościg udają się komisarz Stanisław Olbrycht i prokurator Grzegorz Nowicki. Tropiąc obydwu przestępców trafiają na ślad afery związanej z drukiem fałszywych pieniędzy.

## Obsada
- Olaf Lubaszenko − nadkomisarz Stanisław Olbrycht
- Mirosław Zbrojewicz − inspektor Walas
- Artur Żmijewski − komisarz Roman Kruk
- Radosław Pazura − prokurator Grzegorz Nowicki
- Karolina Gruszka − komisarz Joanna Różycka Nika
- Paweł Wilczak − nadkomisarz Walerian Duch
- Piotr Grabowski − Marko / Gozdawa
- Sambor Czarnota − Fota
- Remigiusz Jankowski − Bolo
- Jacek Braciak − Fałszerz Kirus
- Łukasz Garlicki − Paweł Lipski
- Katarzyna Cynke − Ala
- Magdalena Mielcarz − Ola
- Anita Sokołowska − Danuta, żona prokuratora Grzegorza Nowickiego
- Krzysztof Kolberger − Ryszard Starewicz
- Tadeusz Borowski − Bartels
- Sławomir Orzechowski − Zbigniew Bublewicz Buba
- Dariusz Kordek − Mieczysław Lachnal VIP
- Andrzej Krukowski − Franco Botti
- Paweł Królikowski − Jerzy Polk
- Witold Dębicki − Gienio
- Marcin Dorociński − Oficer Urzędu Ochrony Państwa
- Edyta Olszówka − Barbara Wajs
- Jarosław Gajewski − adwokat Ryszarda Starewicza
- Aleksander Trąbczyński − Schlenhoff, wspólnik Gozdawy
- Aneta Szklarczyk − Kochanka z Samochodu
- Grzegorz Wolf − Mężczyzna z Samochodu
- Marta Żmuda Trzebiatowska − Basia, sekretarka Gozdawy
- Stanisław Banasiuk − strażnik więzienny
- Arkadiusz Detmer − konwojent Zbigniewa Bublewicza
- Kazimierz Mazur − strażnik w firmie Gozdawy
- Monika Stefaniak − Żarówa
- Krzysztof Dracz − prokurator generalny Leman
- Krzysztof Ogłoza − Klucha
- Andrzej Pieczyński − Kiler
- Aleksandra Kisio − podkomisarz Barska
- Grzegorz Małecki − oficer Agencji Bezpieczeństwa Wewnętrznego
- Krzysztof Pyziak − Oficer Agencji Bezpieczeństwa Wewnętrznego
- Michał Sieczkowski − Oficer Agencji Bezpieczeństwa Wewnętrznego
- Andrzej Deskur − Oficer Agencji Bezpieczeństwa Wewnętrznego
- Sławomir Holland − Oficer Agencji Bezpieczeństwa Wewnętrznego
- Janusz Nowicki − Sędzia Chwalba
- Piotr Siwkiewicz − porucznik Siwak
- Wojciech Machnicki − Właściciel kantoru
- Marcin Bąk − Gamoń
- Jacek Bursztynowicz − szef domu maklerskiego
- Wojciech Czerwiński − policjant Fotasiewicz
- Bohdan Świderski − Ralf
- Jarosław Gruda − strażnik więzienny
- Andrzej Dębski − strażnik więzienny
- Sebastian Cybulski − policjant
- Agnieszka Kordek − dziewczyna Foty
- Ewa Gorzelak − żona Gozdawy
- Ewa Bakalarska − pracownica laboratorium kryminalistycznego
- Maria Klejdysz − babcia
- Andrzej Andrzejewski − znajomy Pawła Lipskiego z celi
- Paweł Orleański − patolog
- Urszula Bartos-Gęsikowska − sekretarka prokuratora generalnego
- Barbara Dziekan − uczestniczka spotkania AA
- Janusz Chabior − uczestnik spotkania AA
- Leon Charewicz − uczestnik spotkania AA
- Janusz Leśniewski − uczestnik spotkania AA
- Krzysztof Bień − bankowiec
- Anna Iberszer − kochanka Waleriana Ducha
- Leszek Abrahamowicz − prawnik Gozdawy
- Piotr Miazga − asystent prawnika
- Tomasz Gęsikowski − kierownik sklepu
- Maciej Grzybowski − Ojciec Bola
- Marek Lewandowski − profesor
- Roman Cooper − Don
- Tony King − Mario Latana
- Andrzej Oksza-Łapicki − Wojciech Herman, pracownik konsulatu
- Tomasz Augustynowicz − Wcześniak
- Jerzy Braszka − szef Jerzego Polka
- Wojciech Duryasz − polityk
- Jerzy Gudejko − Oficer
- Mariusz Krzemiński − współpracownik Waleriana Ducha
- Dominik Nowak − mężczyzna
- Karolina Adamczyk, Marcin Babijczuk, Sebastian Badurek, Anna Bielańska-Pawliszyn, Witold Bieliński, Tomasz Błażejczyk, Arkadiusz Brykalski, Roman Bugaj, Bartosz Burzyński, Zbigniew Cichecki, Piotr Cichoń, Krzysztof Cybiński, Tomasz Czerniak, Maciej Dancewicz, Mateusz Dewera, Sławomir Głazek, Bartosz Głogowski, Mirosław Haniszewski, Ryszard Janikowski, Roman Jaśkiewicz, Krzysztof Karbowski, Piotr Koresendowicz, Wiktor Korzeniewski, Beata Kostrzewa, Jarosław Kostrzewa, Saniwoj Król, Mariusz Laskowski, Elżbieta Małecka, Kamil Miondlikowski, Przemysław Modliszewski, Robert Morze, Paweł Okraska, Tomasz Olejarczyk, Dariusz Orłowski, Marcin Owczarek, Przemysław Pankowski, Robert Popławski, Paweł Prokopczuk, Łukasz Pruchniewicz, Marek Richter, Kamila Salwerowicz, Milan Skrobic, Dominik Stroka, Ewa Szawłowska, Krzysztof Szekalski, Zbigniew Świderski, Urszula Topolewicz, Maciej Więckowski, Jacek Wytrzymały, Monika Zalewska, Marcin Zaniewski, Jacek Zawada

## Odcinki serialu

### Odcinek 1
Komisarz Stanisław Olbrycht i jego nowy partner, komisarz Roman Kruk, który zastąpił zmarłego tragicznie Waleriana Ducha, śledzą na podwarszawskiej szosie samochód z trzema podejrzanymi mężczyznami. W pewnej chwili auto śledzonych wymyka się pogoni. Rozwścieczony Olbrycht obarcza za to niepowodzenie Kruka. Sugeruje nawet, że może on współpracować z przestępcami. Dopiero po powrocie do komendy dowiaduje się od inspektora Walasa, że Kruk jest wybitnym ekspertem od fałszywych pieniędzy. Tymczasem Marko, Fota i Bolo - trzej przestępcy, którzy zmylili policjantów, dojeżdżają do Warszawy. Marko, który jako „poważny” biznesmen Gozdawa prowadzi podejrzane interesy, ustala z będącym na usługach mafii Mecenasem szczegóły „wyprania” dużej sumy pieniędzy pochodzących z nielegalnych źródeł. W siedzibie swojej firmy „Gozdapan” spotyka się następnie z niejakim Schlenhoffem, Niemcem, który organizuje dla niego przerzut oryginalnego papieru do produkcji fałszywych banknotów euro. Po spotkaniu z Marko Mecenas odwiedza w więzieniu mafijnego bossa, Starewicza. Dostarcza mu zegarek z ukrytymi we wnętrzu brylantami. Ktoś przesyła Krukowi komunikat głosowy - propozycję „nie do odrzucenia”. obiecuje mu 5 mln euro w zamian za wycofanie się komisarza ze śledztwa w sprawie fałszywych pieniędzy. Kruk usiłuje ustalić, do kogo należy ten głos. Autor komunikatu złożył propozycję nie bez powodu. Oto bowiem szef nadzoru bankowego informuje Kruka i Walasa o pojawieniu się na rynku dużej ilości fałszywych banknotów euro. Co więcej, podróbki są znakomitej jakości. W tym czasie Olbrycht i prokurator Nowicki przesłuchują Bublewicza zwanego „Bubą”, który został świadkiem koronnym w sprawie przeciwko Starewiczowi. Po przesłuchaniu policjanci odwożą Bubę do hotelu, w którym jest on przetrzymywany pod ochroną policji do czasu procesu. Nie wiedzą, że w ślad za nimi ruszają Marko, Fota i Bolo. 

### Odcinek 2
Marko, Fota i Bolo jadą do hotelu, w którym policja ukryła Bubę. Ustalają numer jego pokoju. Spotykają się tam również z prostytutką Żarówą, której udział w zabiciu Buby stanowi część ich planu. Tymczasem policjanci dokonują przeszukania w drukarniach na terenie kraju. Trafiają także do tej, w której powstają „fałszywki”. Nie wiedzą jednak, że cały trefny towar został wywieziony dzień wcześniej. Olbrycht spotyka się z byłym policjantem Polkiem, który pracuje teraz w firmie kurierskiej. Marko i jego ludzie proponują mu przewiezienie nielegalnego towaru i oferują za tę przysługę spore pieniądze. W porozumieniu z Olbrychtem Polk przyjmuje ofertę. Nika szuka dowodów, że Lachnal, wspólnik Starewicza, nadal zajmuje się nielegalnym transferem i „praniem” brudnych pieniędzy. Razem z Olbrychtem postanawiają założyć w jego willi podsłuch. Olbrycht prosi Nowickiego, żeby wezwał Lachnala na przesłuchanie. Zamierza w tym czasie zainstalować w willi aparaturę. Odsiadujący karę więzienia Starewicz zleca zabicie Killera. Zlecenie ma wykonać Kafel, bandyta przenoszony właśnie do zakładu karnego w Sztumie, gdzie Killer odsiaduje wyrok. Kruk otrzymuje od tajemniczego informatora wiadomość, że poszukiwany przez niego Marko mieszka przy ulicy Wspólnej. Udaje się pod wskazany adres. Spędza noc w samochodzie, czekając na podejrzanego. Rankiem Marko pojawia się wreszcie w bramie. Kruk rusza za nim swoim samochodem. 

### Odcinek 3
Śledząc Marko, komisarz Kruk dociera pod hotel. Tam z ukrycia fotografuje spotkanie Marko z Fotą i Bolem. Wkrótce Bolo odłącza się od pozostałych, Kruk rusza za nim. Tymczasem Fota i Marko realizują plan zabicia Buby. Na hotelowym korytarzu Żarówa odciąga uwagę jednego z policjantów. Marko ukrywa ładunek z gazem pod stolikiem do wożenia posiłków i tak wkracza do pokoju Buby. W tym samym czasie Kruk obserwuje spotkanie Polka z Bolem. Widzi tajemnicze tuby, które Bolo przepakowuje do samochodu Polka. Kruk organizuje blokadę na szosie. Chce dowiedzieć się, co kryje się w tubach. Kiedy policja zatrzymuje samochód, Bolo na rozkaz Marko niszczy tuby za pomocą bomby zapalającej. Przedwczesna interwencja Kruka zepsuła dobrze zaplanowaną akcję. Prokurator Nowicki dowiaduje się, że Lachnal, wspólnik Starewicza, wyjeżdża z żoną na trzy dni z Warszawy. Przekazuje tę wiadomość Olbrychtowi. Ten odwiedza pana Gienia, wybitnego specjalistę od włamań i zabezpieczeń elektronicznych. Namawia go na włamanie do willi Lachnala. Mafioso Franco Botti, przebywający w tym samym więzieniu co Starewicz, otrzymuje od niego gryps. Starewicz informuje go, że do ich ucieczki pozostały cztery dni. 

### Odcinek 4
Marko orientuje się, że policja jest na tropie jego grupy. Zarządza zniszczenie samochodów i telefonów komórkowych, których do tej pory używali. Podejrzewa, że to Kruchy doniósł na nich policji. Każe Bolowi i Focie go zlikwidować. Tymczasem Olbrycht i Nika czekają przed willą Lachnala, aż Gienio sforsuje zainstalowane tam zabezpieczenia. Między parą policjantów zaczyna się rodzić nieśmiałe uczucie. Wraz z Gieniem instalują w willi podsłuch oraz mikroskopijną kamerę. Kruk dowiaduje się, że nadpalone skrawki papieru zabrane z wraku samochodu Polka, to fragmenty arkuszy papieru używanego do drukowania pieniędzy. Spotyka się w swoim gabinecie z Polkiem i Olbrychtem. Pokazuje im zrobione przed hotelem zdjęcia grupy Marka. Olbrycht rozpoznaje w nich zabójców Buby. Teraz już wie, że Marko współdziała ze Starewiczem. Kruk informuje kolegów, że chodzi o fałszowanie euro na wielka skalę. Fota i Bolo zabijają Kruchego w jego podmiejskim domku. Dzięki kamerze i podsłuchowi zainstalowanym w willi Lachnala, Nika uzyskuje dostęp do jego kont. Widzi, że mężczyzna ulokował na nich ogromną sumę pieniędzy. Konta są jednak chronione hasłem podawanym każdorazowo telefonicznie przez Lachnala. 

### Odcinek 5
Olbrycht wymusza na operatorze telefonii komórkowej przekierowanie rozmowy Lachnala pod numer należący do Niki. Jedno kliknięcie w klawisz powoduje przelanie wszystkich aktywów Lachnala na konto przygotowane przez Nowickiego. Tymczasem w zakładzie karnym w Sztumie Kafel przy pomocy kilku więźniów morduje Killera. Przez policyjne radio Olbrycht słyszy dramatyczne wezwanie pomocy. Dociera w pobliże kolejowej bocznicy. Tam podczas strzelaniny zostaje ranny. Od niechybnej śmierci ratuje go tajemnicza postać, która z karabinu snajperskiego zabija wszystkich bandytów. Słysząc nadjeżdżające radiowozy, snajper znika w ciemnościach. Na miejscu zdarzenia Kruk znajduje tajemnicze tuby i zapalnik do zdalnego uruchomienia bomby zapalającej. Okazuje się, że rana Olbrychta nie jest groźna. Pociski zatrzymały się na kamizelce kuloodpornej. Tymczasem Marko, Fota i Bolo realizują plan odbicia Starewicza i Franka. Czekają na informację od przekupionego policjanta o wyjeździe furgonetki z więźniami przewożonymi na Rakowiecką. Kiedy dostają sygnał, ruszają dwoma samochodami w kierunku zbliżającego się konwoju. Akcja kończy się sukcesem. Oprócz grupy Marka bierze w niej udział także Paweł. Po zlikwidowaniu świadków, Marko zabiera Starewicza i Pawła do swojej kryjówki. Frankiem zajmuje się Bolo. Musi zadbać, by ten bezpiecznie opuścił kraj. Olbrycht przeszukuje miejsce strzelaniny. Między wagonami znajduje kilka łusek po kulach z karabinu snajperskiego.

### Odcinek 6
Na poligonie pirotechnik rozbraja tajemnicze tuby znalezione na bocznicy kolejowej. W każdej tubie poza granatem fosforowym znajdują się arkusze z wydrukowanymi banknotami o nominale pięćdziesięciu euro. Arkusze to półprodukt, który fałszerze muszą jeszcze poprawić. Podczas postoju na stacji benzynowej Frank znika nagle z samochodu Bola. Lachnal z przerażeniem odkrywa, że z jego konta zniknęły wszystkie pieniądze. Starewicz ustala zasady współpracy z Marko, u którego się ukrywa. Marko musi się liczyć ze Starewiczem, ponieważ tylko dzięki jego pomocy uda się „wyprać” tak dużą sumę pieniędzy. Frank dzwoni na policję i prosi Olbrychta o spotkanie. Świadkiem rozmowy jest Kruk, który sprawdza jakieś dokumenty w pokoju oficera dyżurnego. Dyskretnie zabiera kasetę z nagraną rozmową. Olbrycht umieszcza Franka w zakonspirowanym mieszkaniu. Frank twierdzi, że wysoko postawieni dowódcy polskiego kontyngentu pełniącego służbę w Iraku zamieszani są w aferę. Ma na to dowód - kasetę video z nagraniem kompromitującej ich rozmowy. Może ją przekazać, ale w zamian oczekuje gwarancji wolności i zezwolenia na wyjazd do USA. Niestety, kasetę trzeba odebrać w Ameryce. Słuchając Franka, Olbrycht orientuje się, że nie są w mieszkaniu sami. Ze zdumieniem odkrywa, że w pokoju obok ukrył się Duch. Żąda od przyjaciela wyjaśnień.Tymczasem Kruk porównuje głos z zabranej kasety z głosami umieszczonymi w policyjnej bazie danych. Nabiera nowych podejrzeń wobec swego partnera.

### Odcinek 7
Duch wyjaśnia Olbrychtowi, dlaczego się ukrywał. Otrzymał od Agencji nową tożsamość. Na jej zlecenie został właścicielem dobrze prosperującego nocnego klubu w Łodzi, chętnie odwiedzanego przez ludzi ze świata przestępczego. Kiedy na rynku pojawiły się fałszywe banknoty euro, polecono mu zebrać wszelkie informacje w tej sprawie. O jego nowym wcieleniu wiedzieli Walas i Kruk. W Warszawie przez przypadek Duch zauważył Olbrychta i Nikę wychodzących z hotelu. Chciał koledze wszystko opowiedzieć. Gdy później usłyszał komunikat policji, pojechał za Olbrychtem na bocznicę kolejową. To on strzelał z karabinu snajperskiego i to jemu Olbrycht zawdzięcza życie. Fota i Bolo odbierają kolejną partię papieru. W drukarni Fałszerz rozpoczyna produkcję podrabianych banknotów euro. Lachnal w przypływie szału rzuca się na Nowickiego. W końcu trafia do szpitala psychiatrycznego. Ta wiadomość wzbudza zaniepokojenie wśród wysokich urzędników państwowych prowadzących z nim interesy. Starewicz dochodzi do wniosku, że Lachnal stanowi dla niego poważne zagrożenie. Tymczasem kolejna partia fałszywych banknotów euro opuszcza drukarnię.

### Odcinek 8
Fałszerze przygotowują podrabiane banknoty euro do wypuszczenia na rynek. Część z nich Marko ma zabrać do Łodzi, a pozostałe Fota - do Poznania. Tam sprzedadzą je w wybranych kantorach. Walas odwiedza szefa ABW. Skarży się na zachowanie agentów wobec jego ludzi. Nie wie, że szef ABW działa na zlecenie osób związanych z Lachnalem. Kruk mówi Olbrychtowi, że wkrótce ma dostać wiadomość o kolejnym transporcie papieru z Niemiec. Proponuje Olbrychtowi udział we wspólnej akcji. Komisarz przyjmuje propozycję. Tymczasem Marko odwiedza w Łodzi właściciela kantoru. Na czas ich spotkania kantor zostaje zamknięty. O przeprowadzanej właśnie dużej transakcji przypadkiem dowiaduje się Duch, którego właściciel kantoru chce wynająć do ochrony interesów. Duch wyraża zgodę. Jednocześnie chce dokonać zakupu dwudziestu tysięcy euro. Dobija targu z właścicielem i umawia się na następny dzień, żeby sfinalizować transakcję. Tymczasem w Poznaniu Polk przypadkiem zauważa Fotę wychodzącego z kantoru. Fota spotyka się z Marko w przydrożnym zajeździe. Zdają sobie wzajemnie relacje z przeprowadzonych transakcji. Fota pokazuje wspólnikowi list gończy wysłany za Starewiczem. Marko uważa, że po wpadce Lachnala Starewicz stał się dla nich bezwartościowym partnerem. Dochodzi do spotkania Walasa z Krukiem i Olbrychtem. Walas podejmuje decyzję o prowadzeniu śledztwa wobec fałszerzy z wyłączeniem ABW.

### Odcinek 9
Właściciel kantoru przybywa na spotkanie z Duchem. Ma ze sobą obiecane dwadzieścia tysięcy euro. Szybko dochodzi do sfinalizowania transakcji. Duch zaprasza właściciela do baru, a sam siada do komputera i skanera. Wprowadzone do pamięci urządzenia obrazy banknotów przesyła Krukowi. Ten z kolei wysyła je do Bartelsa. Szef nadzoru bankowego sprawdza numery banknotów i szybko orientuje się, że wszystkie są falsyfikatami. Kruk informuje o tym Ducha. Ten, jako ofiara oszustwa, wymusza na właścicielu kantoru zgodę na współpracę. Chce poznać osobę, która dostarczyła mu fałszywe banknoty. Tymczasem Olbrycht wprowadza Nikę w swój plan. Oficjalnie dziewczyna zostanie wysłana do USA na kurs organizowany przez FBI. Spotka się tam z łącznikiem Franka i odbierze kasetę z kompromitującymi materiałami. Marko i Fota wracają do kryjówki przywożąc ze sobą pieniądze uzyskane ze sprzedaży fałszywych euro. Starewicz podejrzewa, że ludzie Marko będą chcieli się go pozbyć. Pod osłoną nocy ucieka z kryjówki zabierając wszystkie pieniądze. Marko, Fota i Bolo, wiedząc, że polska i niemiecka policja jest coraz bliżej zdemaskowania ich grupy, postanawiają ostatni raz wydrukować fałszywe banknoty euro. Kruk na prośbę Olbrychta odwiedza więzienie, w którym siedział Frank. Przeglądając jego rzeczy dyskretnie zabiera jeden z kluczy. Marko postanawia sprzedać swoją firmę Gozdapan. Mówi żonie o swojej decyzji sprzedaży firmy i planach wyjazdu z kraju. Olbrycht dostaje od Walasa paszport dla Niki, a od Kruka zabrany z więzienia klucz Franka.

### Odcinek 10
W tajemnicy przed agentami ABW Olbrycht odwozi Nikę na lotnisko do Poznania, skąd dziewczyna ma odlecieć do USA. Na lotnisku Olbrycht wręcza jej dokumenty i pieniądze. Klucz Franka zawiesza jej na szyi. Fota przygotowuje się do wyjazdu z kraju. Namawia swoją dziewczynę, żeby wyjechała razem z nim do RPA. Bolo odwiedza ojca. Sprawia mu wielką radość mówiąc, że postanowił wrócić na ojcowiznę. W drukarni Fałszerz razem z Fotą i Bolem wspominają stare, dobre czasy. Fałszerz zdaje sobie sprawę, że jego rola w nielegalnym biznesie także dobiega końca. Agent prowadzący Ducha wypytuje go o efekty śledztwa w sprawie fałszywych euro. Duch uspokaja go i obiecuje, że jego pierwszego poinformuje o rezultatach. Polk obserwuje kantor w Poznaniu, przed którym zauważył kilka dni temu wychodzącego Fotę. W szpitalu, gdzie w stanie śpiączki przebywa Lachnal, pojawia się przebrany za pielęgniarza Starewicz. Nie wzbudzając podejrzeń pilnującego policjanta, wchodzi do izolatki. Gienio przekazuje Olbrychtowi informacje o prowokacji przygotowywanej przez ABW-u.

### Odcinek 11
Po wylądowaniu w Chicago Nika dzwoni do Olbrychta. Potem telefonuje do Maria, łącznika Franka. To on ma ją skontaktować z Donem, który przechowuje kasetę z kompromitującym nagraniem. Mario przyjeżdża na umówione spotkanie. Zawozi Nikę do eleganckiego hotelu. Po drodze pokazuje jej miasto. Potem zabiera ją do rezydencji Dona. Porównawszy oba klucze, Don przekazuje Nice kasetę. Tymczasem Marko omawia ze swoją grupą szczegóły ostatniej transakcji. Przestrzega wszystkich, żeby nie szastali pieniędzmi i starali się nie zwracać na siebie uwagi. Olbrycht zabiera z policyjnego parkingu samochód podsłuchowy. Korzystając z zainstalowanego w nim sprzętu rozpoczyna obserwację mieszkania Nowickiego. Po wyjściu Nowickich przed ich domem pojawia się samochód z agentami ABW. Olbrycht uruchamia magnetowidy i rozwój wydarzeń zapisuje na kasetach wideo. Agenci włamują się do mieszkania Nowickiego, jeden z nich umieszcza w lodówce dużą paczkę owiniętą folią. Po ich wyjściu Olbrycht odkrywa, że w paczce jest kokaina. Pokazuje Nowickiemu kasety nagrane w jego mieszkaniu. Wiedzą, że wkrótce pojawi się ABW z nakazem przeszukania. Nowicki ma pomysł, jak to rozegrać. Kiedy w mieszkaniu zjawiają się agenci, zastają tam świetnie bawiące się towarzystwo: prokuratora generalnego, inspektora Walasa i Olbrychta. Zaskoczeni agenci otrzymują kopie nagrań dokonanych przez Olbrychta i jak niepyszni opuszczają mieszkanie. 

### Odcinek 12
Prokurator generalny namawia szefa ABW do złożenia dymisji. Frank wypytuje Olbrychta, czy ma jakieś wiadomości z USA. Olbrycht dzwoni przy nim do Niki i dowiaduje się, że kaseta jest już w jej posiadaniu. Informuje ją, że ze strony ABW już nic jej nie grozi i może wracać do Polski. W wiadomościach telewizyjnych pojawia się informacja o rezygnacji szefa ABW ze stanowiska. Marko otrzymuje wiadomość o wysłaniu z Niemiec kolejnego transportu papieru. Postanawia wraz ze swoją grupą wyjechać ciężarówce naprzeciw. Tymczasem Kruk otrzymuje przekazane przez policję niemiecką numery podejrzanej ciężarówki. Zarządza obserwację tira. Marko, Fota i Bolo przypadkiem zauważają policjantów. Bolo strzela do samochodu z tajniakami. Wykorzystując powstałe zamieszanie, fałszerze przejmują ciężarówkę. Ze zdobytego papieru produkują kolejną partię fałszywych banknotów euro. Po skończonej pracy na wracającego do domu Fałszerza napada dwóch chuliganów. Z opresji ratuje go patrol policji. W plecaku Fałszerza posterunkowy Wcześniak znajduje aparat cyfrowy ze zdjęciami banknotów euro. O znalezisku informuje oficera dyżurnego Komendy Stołecznej. Ten, nie mogąc znaleźć Kruka, przekazuje informacje Olbrychtowi. Olbrycht ustala z Wcześniakiem, że wszystkie rzeczy Fałszerza mają mu zostać zwrócone. Bartels potwierdza, że sfotografowane banknoty są fałszywe. Podczas spotkania z Krukiem Olbrycht przedstawia mu swoją teorię dotyczącą zamiarów grupy przestępczej. 

### Odcinek 13
Bolo przywozi Marko z fałszywymi banknotami euro do kantoru w Łodzi. Właściciel niepostrzeżenie zawiadamia o tym Ducha. Marko nie kryje zaskoczenia, widząc wchodzącego do pokoju Ducha. Pod groźbą użycia broni zostaje wyprowadzony do samochodu. Dopiero teraz Duch wzywa wsparcie policji. Nie widzi stojącego nieopodal przy samochodzie Bola. Ten zaniepokojony długą nieobecnością Marko wchodzi do kantoru i zaczyna przeszukiwać pomieszczenia. Zabija próbującego go powstrzymać ochroniarza. Słysząc strzał, właściciel uruchamia alarm. Bolo nie namyślając się długo, strzela także do niego. Zablokowane drzwi nie dają się otworzyć. Słysząc nadjeżdżające radiowozy, Bolo dzwoni do Foty. Ostrzega go przed wpadką, niszczy telefon komórkowy i zrezygnowany czeka na przybycie policji. Tymczasem ostrzeżony Fota podejmuje w Poznaniu próbę wymiany pieniędzy. O jego pojawieniu się Polk powiadamia Olbrychta. Po chwili oddział antyterrorystyczny zatrzymuje Fotę. Tymczasem Kruk z Olbrychtem śledzą Fałszerza, który wyszedł ze szpitala. Docierają do drukarni, w której produkowane są fałszywe banknoty euro. Fałszerz zostaje aresztowany na gorącym uczynku. Duch informuje Walasa, że Marko i Gozdawa to jedna i ta sama osoba. Z USA wraca Nika. Olbrycht wita ją namiętnym pocałunkiem.. Przywieziona przez dziewczynę kaseta zawiera zapis rozmowy, która może skompromitować kilku wysokich urzędników administracji USA. 

### Odcinek 14
Kaseta przywieziona przez Nikę zostaje dyskretnie przekazana amerykańskiemu ambasadorowi. Zgodnie z umową Olbrycht organizuje Frankowi wyjazd z Polski. Duch mówi Olbrychtowi o przypadkowym spotkaniu Pawła w mieszkaniu sędziego Chwalby. Obaj przypuszczają, że Paweł może ich doprowadzić do Starewicza. Zarządzają obserwację mieszkania sędziego. Tymczasem Schlenchoff przyjeżdża do Gozdapanu po pieniądze za transport papieru. W gabinecie Gozdawy poza Marko jest jeszcze jeden mężczyzna. Jest nim Duch, który zamierza zatrzymać przestępców na gorącym uczynku. W chwilę później niczego niepodejrzewający Schlenchoff zostaje aresztowany przez policję. Marko, Fota, Bolo i Fałszerz zostają po przesłuchaniu przetransportowani do więzienia. W eleganckim hotelu trwa przyjęcie z okazji wykrycia ich groźnej grupy. Podczas bankietu Duch otrzymuje wiadomość, że u sędziego Chwalby przebywa właśnie Paweł. Opuszcza przyjęcie i jedzie pod dom sędziego. Widzi wychodzącego z bramy Starewicza. Po chwili rusza za taksówką, do której ten wsiadł. Po telefonie od Ducha Olbrycht zabiera z przyjęcia Kruka oraz Nowickiego. Jadą pod wskazany przez Ducha adres. Mieści się tam prywatna klinika chirurgii plastycznej. Trwają w niej przygotowania do operacji twarzy Starewicza. Pod policyjną eskortą poddany narkozie Starewicz trafia do więziennego szpitala. Po przebudzeniu widzi nad sobą czterech przyjaciół: Olbrychta, Ducha, Nowickiego i Kruka. Ten widok uświadamia mu, że tym razem to już prawdziwy koniec jego przestępczej kariery.